# Шварц, Франц Ксавер

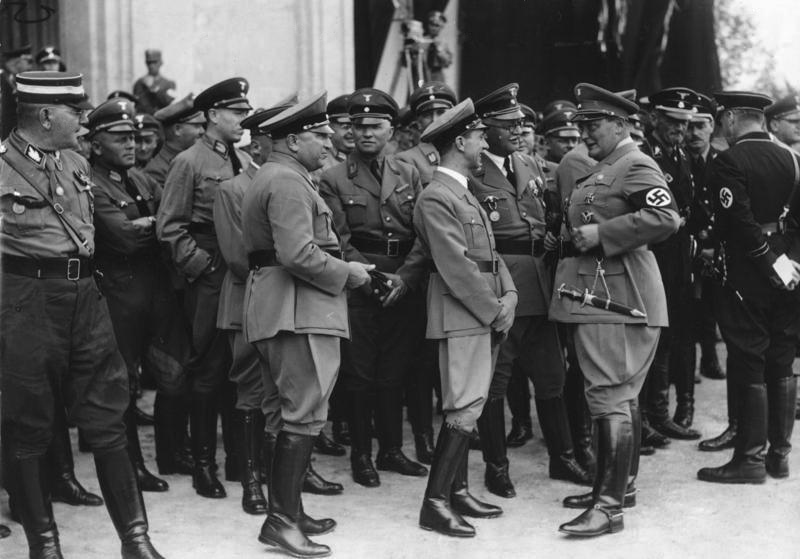
Имперский съезд НСДАП 1936 года. В ожидании фюрера. Франц Ксавер Шварц (между Геббельсом и Герингом)

Франц Ксавер Шварц (нем. Franz Xaver Schwarz; 27 ноября 1875 — 2 декабря 1947) — деятель нацистской Германии, заведующий финансами НСДАП (нем. Reichsschatzmeister). Рейхсляйтер (1935). Обергруппенфюрер СА (9.11.1933), Обергруппенфюрер НСКК (23.2.1935), Оберстгруппенфюрер СС и генерал-полковник Общих СС  (20 апреля 1942 года).

## Биография
Родился в семье пекаря, окончил среднюю школу в Гюнцбурге. В 1894—1899 годах служил в Баварском гвардейском пехотном полку. В 1900 поступил на службу чиновником в муниципалитет Мюнхена.
В Первую мировую войну как ограниченно годный (по возрасту и здоровью) служил в ландвере. В ноябре 1914 — произведён в звание лейтенанта резерва.
После войны вновь работал чиновником в Мюнхене. Одним из первых вступил в НСДАП в 1922 году (билет № 6). Назначен казначеем НСДАП в феврале 1925 года. Был на этом посту до капитуляции Германии в мае 1945 года.
В НСДАП имел прозвище «Скряга».
С 1929 — депутат Мюнхенского городского совета. 13 июня 1932 в качестве почетного члена был принят в СС (билет № 38500) и сразу же получил звание группенфюрера. В марте 1933 — избран депутатом рейхстага от Франконии. 1 июля 1933 года ему было присвоено звание обергруппенфюрер СС, а 20 апреля 1942 года — оберстгруппенфюрер СС (за всю историю СС лишь четверо, включая Шварца, имели такое звание).
Был арестован после капитуляции Германии и умер от желудочной болезни в американском лагере для интернированных в Регенсбурге в 1947 году.

## Награды
- Крест «За военные заслуги» (Бавария) 1-го класса
- Нагрудный знак «За ранение» в чёрном — как 30%-й инвалид войны (тяжёлая болезнь желудка).
- Почётный крест ветерана войны с мечами
- Шеврон старого бойца
- Орден крови
- Золотой знак НСДАП
- Медаль За выслугу лет в НСДАП в бронзе, серебре и золоте
- Золотой значок Гитлерюгенд с дубовыми листьями
- Кольцо «Мёртвая голова»
- Почетная шпага рейхсфюрера СС
- Орден Святого Саввы, большой крест (Королевство Югославия; № 3275; 24 мая 1939)[5]
- Данцигский крест 1-го класса
- Крест «За военные заслуги» (Германия)
  - 2-го класса с мечами
  - 1-го класса с мечами (6 июня 1944) — за работу во время бомбардировок Мюнхена 24-25 апреля 1944 года.